# Ventzislav Inkiov
Ventzislav ou Vencislav ou  Ventsislav Inkiov est un joueur d'échecs bulgare né le 19 mai 1956 à Doupnitsa. Grand maître international depuis 1982, il a remporté le championnat de Bulgarie la même année.

## Biographie et carrière
Ventzislav Inkiov fut deuxième (médaille d'argent) du Championnat d'Europe d'échecs junior 1975-1976 après avoir fini quatrième du championnat d'Europe 1974-1975 et quatrième du championnat du monde junior de 1975. Il remporta le championnat de Bulgarie d'échecs en 1982. En 1983, il finit troisième du mémorial Tchigorine à Sotchi.
Inkikov représenta la Bulgarie lors de six olympiades (en 1978, 1982, 1984, 1986, 1988 et 1990), marquant 29,5 points en 54 parties. Lors des olympiades de 1982 et 1986, la Bulgarie finit sixième de la compétition.
Inkiov participa à trois championnats d'Europe par équipe de 1980 à 1989. La Bulgarie finit à chaque fois cinquième ou sixième de la compétition.
En 1987, il disputa le tournoi interzonal de Zagreb qualificatif pour le tournoi des candidats au championnat du monde d'échecs et finit treizième sur 17 participants avec 7 points marqués en 16 parties.